# Địa chỉ IP
Địa chỉ IP là viết tắt của từ tiếng Anh: Internet Protocol – giao thức Internet) là một địa chỉ đơn nhất mà những thiết bị điện tử hiện nay đang sử dụng để nhận diện và liên lạc với nhau trên mạng máy tính bằng cách sử dụng giao thức Internet.
Bất kỳ thiết bị mạng nào bao gồm bộ định tuyến, bộ chuyển mạch mạng, máy vi tính, máy chủ hạ tầng (như NTP, DNS, DHCP, SNMP, v.v.), máy in, máy fax qua Internet, và vài loại điện thoại—tham gia vào mạng đều có địa chỉ riêng, và địa chỉ này là đơn nhất trong phạm vi của một mạng cụ thể. Vài địa chỉ IP có giá trị đơn nhất trong phạm vi Internet toàn cầu, trong khi một số khác chỉ cần phải đơn nhất trong phạm vi một công ty.
Giao thức Internet phiên bản 4 (IPv4) định nghĩa một địa chỉ IP là một số 32-bit. Tuy nhiên, do sự phát triển của Internet và sự cạn kiệt các địa chỉ IPv4 sẵn có, một phiên bản IP mới (IPv6), sử dụng 128 bit cho địa chỉ IP, đã được phát triển vào năm 1995 và được chuẩn hóa thành RFC 2460 vào năm 1998. Triển khai IPv6 đã được tiến hành từ giữa những năm 2000.
Địa chỉ IP do Tổ chức cấp phát số hiệu Internet (IANA) quản lý và tạo ra. IANA nói chung phân chia những "siêu khối" đến Cơ quan Internet khu vực, rồi từ đó lại phân chia thành những khối nhỏ hơn đến nhà cung cấp dịch vụ Internet và công ty.

## Cấu trúc một địa chỉ IP

### IPv6
Địa chỉ IP theo phiên bản IPv6 sử dụng 128 bit để mã hoá dữ liệu, nó cho phép sử dụng nhiều địa chỉ hơn so với IPv4. Ước tính địa chỉ IP phiên bản IPv6 cho phép cung cấp (4*10^4)^4 (4 tỉ mũ 5) địa chỉ IP cùng lúc.
Địa chỉ IP phiên bản IPv6 đang dần được đưa vào áp dụng bởi nguồn tài nguyên IPv4 đang cạn kiệt do sự phát triển rất nhanh của công nghệ thông tin. Tuy nhiên vì lý do tương thích với thiết bị cũ, nên khó có thể thay thế hết cho IPv4, các tổ chức đã đề xuất lộ trình chuyển đổi IPv4 sang IPv6 bắt đầu từ năm 2019 đến năm 2033.

## IP tĩnh/động khi sử dụng Internet
Thuật ngữ IP "tĩnh" được nói đến như một địa chỉ IP cố định dành riêng cho một người, hoặc nhóm người sử dụng mà thiết bị kết nối đến Internet của họ luôn luôn được đặt một địa chỉ IP. Thông thường IP tĩnh được cấp cho một máy chủ với một mục đích riêng (máy chủ web, mail...) để nhiều người có thể truy cập mà không làm gián đoạn các quá trình đó.

Một số ISP sẽ yêu cầu khách hàng khai báo (hoặc cam kết) về mục đích của việc sử dụng IP tĩnh để quản lý khi cung cấp dịch vụ IP tĩnh cho khách hàng (nhằm tránh tạo ra các máy chủ cung cấp dịch vụ mà không đăng ký hoặc không được phép theo quy định riêng của từng quốc gia).
Trái lại với IP tĩnh là các IP động: Nếu không sử dụng các dịch vụ đặc biệt cần dùng IP tĩnh, khách hàng thông thường chỉ được ISP gán cho các IP khác nhau sau mỗi lần kết nối hoặc trong một phiên kết nối được đổi thành các IP khác. Hành động cấp IP động của các ISP nhằm tiết kiệm nguồn địa chỉ IP đang cạn kiệt hiện nay. Khi một máy tính không được kết nối vào mạng Internet thì nhà cung cấp sẽ sử dụng IP đó để cấp cho một người sử dụng khác.

Như vậy nếu như sử dụng IP động thì người sử dụng không thể trở thành người cung cấp một dịch vụ trên Internet (chẳng hạn lập một trang web, mở một proxy cho phép người khác tự do thông qua nó để che giấu tung tích... trên chính máy tính của mình) bởi địa chỉ IP này luôn bị thay đổi.
Không hẳn là như vậy, nếu như người cung cấp dịch vụ tạo ra đó trên máy tính của họ, sau đó thông báo đến những người khác thì những người này có thể truy cập trong khoảng thời gian IP đó chưa bị thay đổi, và thêm các điều kiện rằng ISP của người tạo ra dịch vụ không đặt một firewall để không cho phép truy cập trái phép đến.
Do sử dụng IP động (kết hợp dùng chung IP) nên người sử dụng Internet ở Việt Nam thường gặp các rắc rối do chịu hậu quả của những sự phá hoại từ những người sử dụng IP trước đó (hoặc cùng thời điểm do sử dụng chung IP). Nhiều trang web, nhà cung cấp các dịch vụ Internet..., đã cấm (block) một số địa chỉ IP phát tán thư rác hoặc gây ra phá hoại từ địa chỉ IP được xác định là đã được cấp cho các IXP, ISP của Việt Nam.

## Quản lý địa chỉ IP ở các cấp độ mạng
Địa chỉ IP cần được quản lý một cách hợp lý nhằm tránh xảy ra các xung đột khi đồng thời có hai địa chỉ IP giống nhau trên cùng một cấp mạng máy tính.
- Ở cấp mạng toàn cầu (Internet), một tổ chức đứng ra quản lý cấp phát các dải IP cho các nhà cung cấp dịch vụ kết nối Internet (IXP, ISP) các dải IP để cung cấp cho khách hàng của mình.
- Ở các cấp mạng nhỏ hơn (WAN), người quản trị mạng cung cấp đến các lớp cho các mạng nhỏ hơn thông qua máy chủ DHCP.
- Ở các mạng nhỏ hơn nữa (LAN) thì việc quản lý địa chỉ IP nội bộ thường do các modem ADSL (có DHCP) gán địa chỉ IP cho từng máy tính (khi thiết đặt chế độ tự động trong hệ điều hành) hoặc do người sử dụng tự thiết đặt.

## Dùng chung IP trên Internet
Do địa chỉ IP phiên bản IPv4 đang trở nên không đủ cung cấp cho tất cả những người đăng ký kết nối vào Internet nên rất nhiều máy tính đã phải dùng chung một địa chỉ IP ở cấp độ mạng toàn cầu.
Một ví dụ đơn giản: Các quán Internet, hay một công ty có rất nhiều máy tính, nhưng chỉ dùng một đường truyền tới nhà cung cấp dịch vụ Internet, tất cả các máy tính đó đều được dùng chung một IP làm đại diện khi kết nối với mạng Internet toàn cầu.
Khi các máy tính dùng chung một IP, các gói tin vận chuyển đi và đến sẽ được định tuyến cho nó giữa các máy tính của người sử dụng với một máy chủ cung cấp dịch vụ (ở xa) đảm bảo chính xác (không lẫn sang các máy khác dùng chung IP) thông qua một máy chủ nội bộ (ở gần) hoặc một bộ định tuyến (router).
Ở mức độ sử dụng gia đình, các modem ADSL ngày nay (có nhiều hơn một cổng, có thể là RJ-45+USB hoặc 3-5 cổng RJ-45) cũng được tích hợp sẵn bộ định tuyến và cho phép nhiều máy tính cùng kết nối Internet dùng chung một IP làm đại diện.
Các phương thức kết nối vào Internet bằng modem quay số (dial-up) trước đây không được tích hợp router. Việc chia sẻ kết nối Internet thường phải thông qua một máy tính đầu tiên, các máy tính sau kết nối qua router, switch, hub hoặc bằng các bo mạch mạng trên máy tính đó.